# Kräuseljagdspinnen
Die Kräuseljagdspinnen (Zoropsidae) sind eine Familie der Echten Webspinnen (Araneomorphae) und gehören dort zur Überfamilie der Lycosoidea. Die Familie umfasst weltweit 26 Gattungen mit 178 Arten. (Stand: November 2017)

## Verbreitung

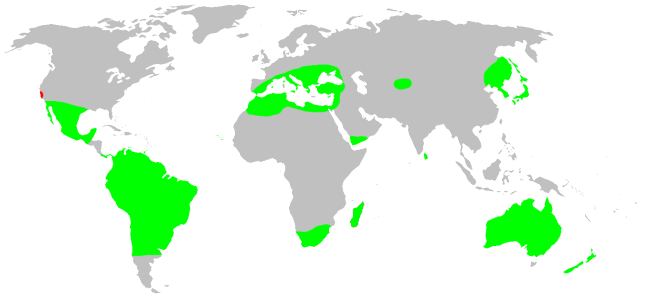
Verbreitungskarte der Kräuseljagdspinnen

Die Hauptverbreitungsgebiete der Kräuseljagdspinnen sind der Mittelmeerraum, Südafrika, Australien und Neuseeland, Japan, Korea und Teile von China. Außerdem wurde die Nosferatu-Spinne (Zoropsis spinimana) an der Westküste der USA und inzwischen auch in Mitteleuropa eingeschleppt. Durch den Klimawandel beginnt sie sich auch im süddeutschen Raum anzusiedeln.
Ende 2020 wurde eine Zoropsis spinimana (bis 5 cm mit Beinen) erstmals auch in Norddeutschland gesichtet. Bereits seit 2005 wurden Funde in Deutschland gemacht.

## Beschreibung
Kräuseljagdspinnen haben einen wolfspinnenartigen Körperbau und sind frei jagende Spinnen. Im Gegensatz zu den Wolfspinnen (Lycosidae) sind sie jedoch cribellate Spinnen, erzeugen also eine feine Fangwolle anstelle von gröberen Klebefäden.

## Systematik
Der World Spider Catalog listet für die Kräuseljagdspinnen aktuell 26 Gattungen und 178 Arten. (Stand: November 2017)
- Akamasia Bosselaers, 2002
  - Akamasia cyprogenia (Bosselaers, 1997)
- Anachemmis Chamberlin, 1919
- Austrotengella Raven, 2012
- Birrana Raven & Stumkat, 2005
  - Birrana bulburin Raven & Stumkat, 2005
- Cauquenia Piacentini, Ramírez & Silva, 2013
  - Cauquenia maule Piacentini, Ramírez & Silva, 2013
- Ciniflella Mello-Leitão, 1921
  - Ciniflella lutea Mello-Leitão, 1921
- Devendra Lehtinen, 1967
- Griswoldia Dippenaar-Schoeman & Jocqué, 1997
- Hoedillus Simon, 1898
  - Hoedillus sexpunctatus Simon, 1898
- Huntia Gray & Thompson, 2001
- Itatiaya Mello-Leitão, 1915
- Kilyana Raven & Stumkat, 2005
- Krukt Raven & Stumkat, 2005
- Lauricius Simon, 1888
- Liocranoides Keyserling, 1881
- Megateg Raven & Stumkat, 2005
- Phanotea Simon, 1896
- Pseudoctenus Caporiacco, 1949
- Socalchemmis Platnick & Ubick, 2001
- Takeoa Lehtinen, 1967
- Tengella Dahl, 1901
- Titiotus Simon, 1897
- Uliodon Koch, 1873
- Wiltona Koçak & Kemal, 2008
  - Wiltona filicicola (Forster & Wilton, 1973)
- Zorocrates Simon, 1888
- Zoropsis Simon, 1878
  - Zoropsis bilineata Dahl, 1901
  - Zoropsis spinimana (Dufour, 1820)